# Vera Sosoelja
Vera Sosoelja (Talsi, 15 januari 1956) is een voormalig Sovjet-Lets rodelaarster.
Sosoelja won in 1978 de wereldtitel in het Oostenrijkse Imst.
Sosoelja behaalde haar grootste succes met het winnen van olympisch goud tijdens de Olympische Winterspelen 1980 in het Amerikaanse Lake Placid.
In het seizoen 1981-1982 won Sosoelja het eindklassement van de wereldbeker rodelen.

## Resultaten

### Wereldkampioenschappen
| Jaar | Plaats | Resultaat   |
| ---- | ------ | ----------- |
| 1978 | Imst   | individueel |

### Olympische Winterspelen
| Jaar | Plaats      | Resultaat      |
| ---- | ----------- | -------------- |
| 1976 | Innsbruck   | 9e individueel |
| 1980 | Lake Placid | individueel    |
| 1984 | Sarajevo    | 5e individueel |

1964: Ortrun Enderlein ·
1968: Erica Lechner ·
1972: Anna-Maria Müller ·
1976: Margit Schumann ·
1980: Vera Sosoelja ·
1984: Steffi Walter-Martin ·
1988: Steffi Walter-Martin ·
1992: Doris Neuner ·
1994: Gerda Weissensteiner ·
1998: Silke Kraushaar ·
2002: Sylke Otto ·
2006: Sylke Otto ·
2010: Tatjana Hüfner ·
2014: Natalie Geisenberger ·
2018: Natalie Geisenberger ·
2022: Natalie Geisenberger
- Nationale Bibliotheek van Letland: 000254563
- MusicBrainz: d3a0dad9-9ee2-4e52-87bb-72289539e2a9
- Virtual International Authority File: 1052151898606524190005